# Stazione di Porto di Vasto
Stazione di Porto di Vasto vasútállomás Olaszországban, Vasto településen.

## Vasútvonalak
Az állomást az alábbi vasútvonalak érintik:
- Ancona–Lecce-vasútvonal

## Kapcsolódó állomások
A vasútállomáshoz az alábbi állomások vannak a legközelebb:
- Stazione di Vasto-San Salvo
- Stazione di Casalbordino-Pollutri
- Stazione di Vasto